# اولو تولیک
اولو تولیک (استونیایی: Ülo Tulik; ۱۱ مهٔ ۱۹۵۷ – ۳۰ آوریل ۲۰۲۲) سیاست‌مدار و نماینده مجلس اهل استونی بود.